# モンゴル民族
モンゴル民族（もんごるみんぞく、英：Mongols、モンゴル文字：Монголчууд, Mongolchuud, ᠮᠣᠩᠭᠣᠯᠴᠤᠳ、キリル文字：Монгол、中：蒙古族）は、7世紀から歴史上に登場し、13世紀 - 14世紀にユーラシア大陸の大部分を版図としたモンゴル帝国を築いた民族。モンゴル語を話す。大きくハルハとチャハルに分けられる。現在はモンゴル国と中華人民共和国の内モンゴル自治区などにその多くが住んでいる。

## 名称
「モンゴル」という名称は初め、中国の史書に「蒙兀室韋」や「蒙瓦部」、「萌古国」、「蒙古」などと記され、ペルシア語史料に「مغول Mughūl」と記された。
現在、中華人民共和国内モンゴル自治区で使われるモンゴル文字表記では「ᠮᠤᠩᠭᠤᠯ Mongɣul」、モンゴル国で使われるキリル文字表記では「Монгол Mongol」となっている。
「モンゴル」の意味はラシードゥッディーンの『集史』に「モンゴルとは素朴で脆弱という意味」と記されている。あるいはモンゴル語でモン（mong、強い・勇猛な）とグル（gul、人）から、あるいはムング（銀）の意味とも。

## モンゴル民族の分布

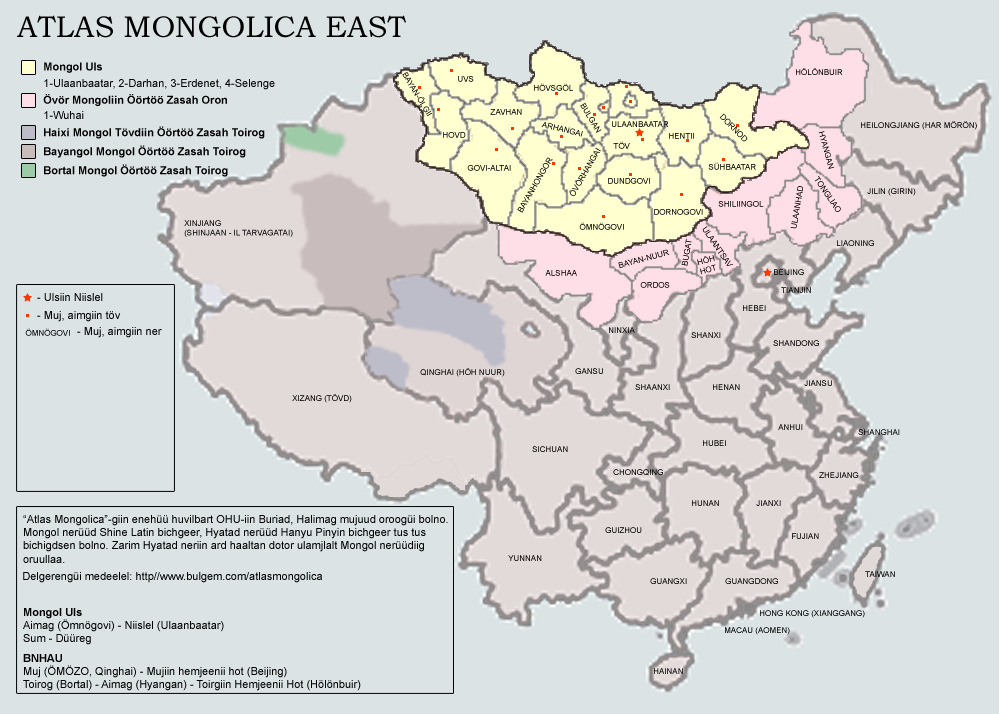
モンゴル国および中華人民共和国におけるモンゴル族の自治区域

### 清朝によるモンゴル民族の支配体制
清朝に服属したモンゴル民族の多くは、外藩蒙古、内属蒙古、蒙古八旗のいずれかに区分された。外藩蒙古はチンギス・ハンの子孫たち、またはチンギス裔ではない「王公」（=貴族）を領主としてモンゴル草原に遊牧する諸部の総称。地理的には現モンゴル国、中国の内蒙古自治区・青海省・新疆ウイグル自治区などに分布する諸集団の大部分を包括した。内属蒙古は、かつてハーン家（チンギス裔の宗家）やアルタン・ハーン家に属し、後に清朝により両家が取りつぶされ、清朝皇帝の直轄とされたチャハル部・帰化城トメト部の２部を指す。蒙古八旗は、1616年から1636年にかけて清朝に個別に服属し、清朝の支配層の最上位に位置する「八旗」の一員として再編されたモンゴル人集団をいう。
チベット高原の中央部に居住し、「七十九族」と呼ばれた遊牧民の集団には、元朝文宗の末裔を称するホル族など、モンゴル系の集団が含まれている。彼らは1723年-24年に清朝の支配下に入り、1732年に「青海」所属の「四十族」と「西藏」所属の「三十九族」に分割され（→詳細は雍正のチベット分割）、四十族は「土司制」、「三十九族」はチベットガンデンポタンのポラネー父子の政権をへて、「駐藏大臣」の属下にうつされた。

### ロシアに服属した諸集団
以下の諸集団は、ロシア帝国に服属した。
- ブリヤート
- トヴァ
- カルムイク

### 「外蒙古」と「内蒙古」
外蒙古は、内蒙古とセットで19世紀後半の中国において出現した概念で、上述の清朝の制度とはまったく別個に、北京を基準とし、ゴビ砂漠をおおよその境界としてモンゴル草原を地理的に「内と外」に区分する概念である。これらの概念を用いたもっとも初期の文献として、伝祁韻士著『皇朝藩部要略』(1839-45編,1884刊)や張穆『蒙古遊牧記』(1859)などがある（→詳細および典拠は外藩蒙古）。モンゴル国の領土はこの両書にいう「外蒙古」にダリガンガ牧場およびアルタイ山脈以西の地（現バヤン・ウルギー州）を加え、タンヌ・ウリャンハイ（現ロシア連邦トゥヴァ共和国）を差し引いた形で成立した。
外蒙古（外蒙古）は、現在も世界的に使われる用語である（英語でOuter Mongoliaと呼ぶ）が、中国の北京を基準としたこの呼称はモンゴル人に嫌われており、モンゴル人自身は「北（アル）モンゴル」と称している。モンゴル国の主要部を占め、住民の8割弱がハルハ族と呼ばれるモンゴル系の民族で占められているため、「ハルハ・モンゴル」とも呼ばれる。モンゴル国は世界で唯一のモンゴル人の独立国家であり、人口は256万人（2005年）、そのうち8割弱がハルハ・モンゴル族、残り2割強にその他モンゴル系、テュルク系民族の16部族が居住する。言語はハルハ・モンゴル語が標準語で、文字は1941年以来キリル文字であるが、民主化後は古来の縦書きモンゴル文字も学校教育で教えられている。
現在中国領である内モンゴル自治区は、清朝時代に「内蒙古（ないもうこ）」と呼ばれ、もともとはモンゴル帝国（北元）の中心地でチャハル・モンゴルの支配域であったが、17世紀に清に編入されて以降中国領となっている。現在もなお「内蒙古」と呼ばれているが、上記の理由からモンゴル人自身では「南（オボル）モンゴル」と呼ばれている。人口は外モンゴルのモンゴル国に対し、モンゴル系のモンゴル族が1割であり、残り8割が漢民族で占められてる。ただし、モンゴル族の数は581万人（2000年）に達してモンゴル国の人口を上回っている。漢語や漢字を解するなど文化的に漢化が進み、モンゴル語を解さないモンゴル族もいるが、基本的に文字は伝統的な縦書きモンゴル文字を使用する。

## 歴史

### チンギス・カン以前のモンゴル
「モンゴル」という名の部族が歴史上に初めて登場するのは7世紀のことで、中国の歴史書に室韋という集団の一部族として「蒙兀室韋」、「蒙瓦部」という漢字名で記された。彼らは当時大興安嶺山脈の北、アルグン川渓谷に住んでおり、草原の大帝国である突厥可汗国に従属していた。11世紀になると、草原の支配者は契丹族の遼帝国に代わり、かつては一部族にすぎなかった「蒙瓦部」も「萌古国」という一つの国として遼帝国に朝貢するようになった。このころからモンゴル族はザバイカリエ（後バイカル地方）に西進しており、そのころの指導者はトンビナイ・セチェンと考えられる。1125年、女真族の金帝国が遼帝国を滅ぼした頃、モンゴル国の初代カンとなったのはトンビナイ・セチェンの子カブル・カンであった。彼は金朝に朝貢した際に罪を犯したり、タタル部族と抗争したりしたため、次のアンバガイ・カンの時にその恨みが返って来て、アンバガイ・カンは金朝に処刑された。その後を継いだクトラ・カンはアンバガイ・カンの仇を討つべく、モンゴル諸氏族を率いて金朝に攻め入り、敵軍を破って多数の略奪品を持ち帰った。これによって彼はモンゴルの吟遊詩人が熱愛する英雄となった。クトラ・カンの後、モンゴルのカンは空位となり、代わってクトラ・カンの甥にあたるイェスゲイ・バアトルがキヤン氏族とニルン諸氏族をとりまとめた。彼はその他のモンゴル氏族や金朝やタタル部といった諸勢力と戦争を繰り返したが、志半ばで命を落としてしまう（イェスゲイの死については『元朝秘史』に詳しい）。

### モンゴル帝国の形成
イェスゲイ・バアトルの子テムジンは周辺諸族を取りまとめ、1206年にチンギス・カンに即位し、イェケ・モンゴル・ウルス（大モンゴル国）を建国した。通常この政権をモンゴル帝国と呼ぶ。モンゴル帝国はモンゴル高原を統一したのち、周辺の国々も併合していき、東は日本海、西はポーランド・ハンガリー、南はチベット・イランにいたるまでの版図を実現した。しかし、14世紀初頭になると、その巨大な帝国は東アジアの元朝、南ロシアのジョチ・ウルス、西アジアのフレグ・ウルス（イルハン朝）、中央アジアのチャガタイ・ウルス（チャガタイ・ハン国）の4国に分かれ、一種の世界連邦を構成した。そのうち中央政権である元朝が1368年に漢民族の明朝に打倒されると、それぞれの構成国家はそれぞれの歴史を歩むこととなる。

### モンゴル帝国以降のモンゴル
明朝に打倒された元朝はモンゴル高原へ撤退した。歴史的にはこの政権を北元と呼ぶ。北元のハーンはそれまでのクビライの王統から、アリクブケの王統に代わったが、実権はオイラト部族の手にあった。中国の明朝側からは「蒙古」ではなく「韃靼」と呼ばれ、言葉の上だけでその連続性を否定されていた。ダヤン・ハーンがオイラトを打倒してモンゴルを再統一すると、その領土を６つの大部族（トゥメン）に分割し、これが後のチャハルとハルハになっていく。ハーンの直轄領であったチャハル・モンゴルはホンタイジ率いる後金軍によって降伏し、清代には「内蒙古」と呼ばれた。一方、漠北のハルハ・モンゴル諸部も17世紀に清朝に組み込まれ「外蒙古」と呼ばれるようになった。

### 清朝からの独立後
20世紀の初頭に清が崩壊すると、清朝末期の辺境への漢人殖民政策に苦しんでいた内蒙古人が外蒙古のハルハ諸侯に働きかけ、まずもともと清の支配が比較的緩かった北モンゴルでボグド・ハーン政権が樹立された。そして隣国ロシア帝国に援助を求めた。内蒙古各部族も帰順の動きを見せたが、露中蒙の協議の末、南モンゴルの中華民国帰属、北モンゴルの中国宗主権下の自治へと後退した。ロシアが十月革命を経てソビエト連邦となると、北モンゴルではロシア内戦に乗じて中華民国軍、白軍が侵入するが、北モンゴルが今度は赤軍の援助を得て再独立。ボグド・ハーンの死後、共産主義国家のモンゴル人民共和国を建てた。これが現在のモンゴル国となる。一方、南モンゴルの諸部族は統一や自主独立の動きがありながらモンゴル人民共和国から拒絶され、ウランフの懐柔工作により、結局中華人民共和国の領内に残り、現在の内モンゴル自治区となった。また、新疆ウイグル自治区や青海省に多いオイラトは、中華人民共和国の成立にともなって蒙古族の民族籍を与えられ、中華民族の一部とみなされるようになった。

## 言語
モンゴル国と内モンゴル自治区に住むモンゴル人の話す言語はモンゴル諸語に属するモンゴル語である。さらに北のモンゴル国で話されるモンゴル語はハルハ・モンゴル語、南の内モンゴル自治区で話されるモンゴル語はチャハル・モンゴル語と呼ばれ、2つの方言に分かれる。

## 文化

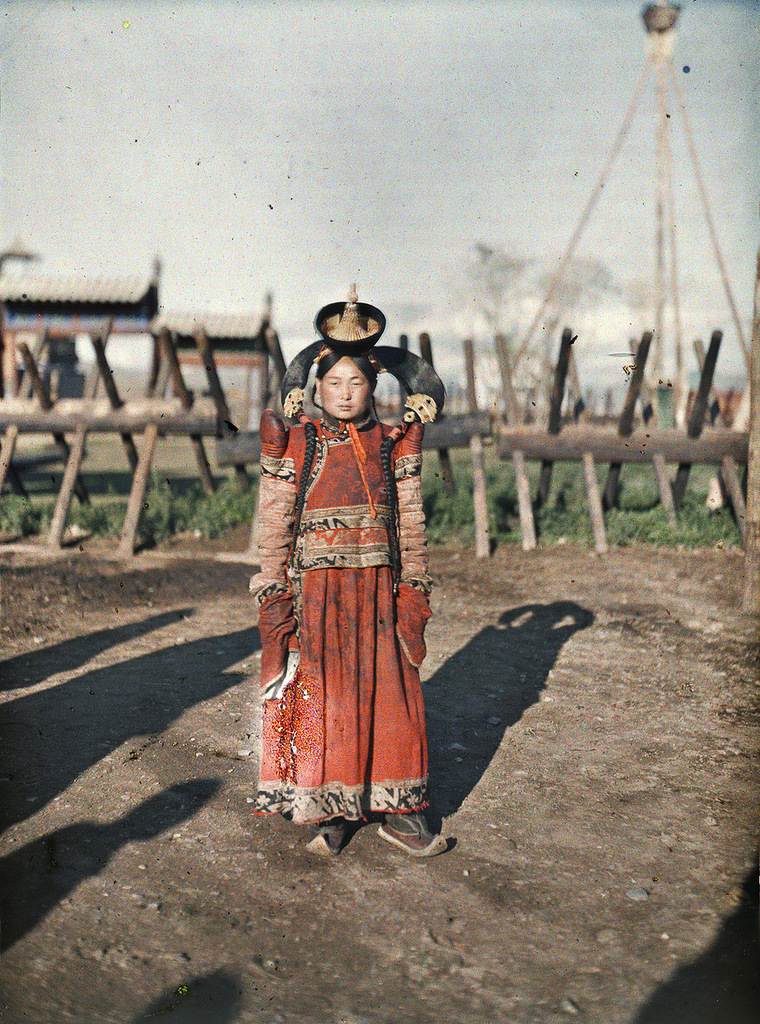
ウランバートルの既婚女性。1913年

### 遊牧
有史以来、農業に適さないモンゴル高原では遊牧的牧畜によって生活を送ってきた。家屋は組み立て式の移動式住居「ゲル」を用い、家財道具と家畜を連れて、春夏秋冬の季節ごとに移動を行う。今まではラクダやウマで運んでいたが、近年はトラックなども使うようになった。移動の理由は豊かな草を求めるためであり、一所に居続けるとそこの草がなくなるだけでなく、草地が再生せず根絶やしになってしまうからである。遊牧的牧畜は人間と家畜と自然環境の相互作用・循環によって成立する。草原の草は家畜に食われ、その体内で分解されて乳・肉・毛・糞などになる。その一部を人間が利用し、糞や死体は微生物に分解されて土地に還元される。そこに再び草が生え、家畜が食う。乳や肉は人間の食糧となり、毛や皮は人間の衣服・家屋になる。糞は燃料にもなる。無駄のない循環作用が厳しい環境で生きるモンゴル高原の人々を長年支えてきた。しかし、近年では牧畜をやめ定住し、都市部で生活する人が増えてきた。

### 農業
上記のようにモンゴルでは古代から伝統的に遊牧的牧畜を受け継いできたが、17世紀以来、内蒙古では清朝による開墾が始まり、それまでの草原地帯が農地に変わっていった。それにともない､遊牧生活を送ってきた遊牧民も減少し、漢人入植者が増加した。清代から中華民国時代にかけての乱開墾によって内蒙古は砂漠化が深刻化し、地球規模の問題となっている。一方の外蒙古でも20世紀の社会主義時代から農業に着手し、1992年の民主化後から市場経済に移行すると、工業の推進とともに一層の農業の促進が行われた。1997年には開墾地が国土の2％にあたる31万ヘクタールになり、それまでの草原地帯に整然と区切られた畑が目立つようになった。1999年時では、日本の援助により購入したロシア製のトラクターが大規模栽培のために活躍している。現在では穀類が主であるが、モンスーン地帯の農業に比べると生産量が低く、輸入に頼っているのが現状である。

### 宗教
天崇拝
匈奴を始め､古来からモンゴル高原の遊牧騎馬民族の信仰は自然崇拝が基本であった。13世紀のモンゴル民族にいたっても「テンゲル崇拝」と呼ばれる「天（テンゲル）」を中心として大地などの大自然を神聖不可侵の領域として尊崇した。モンゴル人の王権や生命の起源が天であれば、モンゴル人が死後帰るべき所も天であり、モンゴル人は一般に生地に葬られることを理想とし、そうした風葬や埋葬の地を「黄金のゆりかご（アルタン・オルギー）」と呼んでいる。
チベット仏教
チベットとモンゴルの関係の始まりはモンゴル第二代皇帝オゴデイ・カアンの時代に遡る。1239年オゴデイの次男コデンはチベット攻撃に向かい、カム地方から攻めて中央チベットに入り、名刹ギェルラカンを炎上させるなど猛威を振るった。サキャ派の高僧クンガ・ギェンツェン（サキャ・パンディタ）がモンゴルと交渉するために甘粛の涼州に赴いた際、同行していたのが彼の甥であるパクパであった。彼はクビライに招かれてその信用を得、のちにクビライが皇帝となると、パクパは「国師（グーシ）」の称号を与えられ、「蒙古新字」の製作を命じられた。これがいわゆる「パクパ文字」である。この時にはチベット仏教が元朝宮廷内で広まっていたが、元朝が明に敗れ、モンゴル高原へ撤退すると、パクパ文字とチベット仏教は忘れ去られてしまう。16世紀になり、モンゴルのアルタン・ハーンは中国文化の流入によってモンゴルの独自性が失われると警戒し、チベットとの関係を強化した。この時、チベット仏教ゲルク派の高僧ソナム・ギャツォと会見したアルタン・ハーンは、ソナム・ギャツォに「ダライ・ラマ（大海ラマの意）」の称号を授けた。彼は前の二代から数えてダライ・ラマ3世と呼ばれる。ゲルク派はアルタン・ハーンとダライ・ラマ3世の関係をかつてのクビライ・カアンとパクパの関係になぞらえた。以後、教権を代表するダライ・ラマが施主であるモンゴルのハーンとその一族に称号を授与する慣例が生まれた。
以来､モンゴルの一般遊牧民にもチベット仏教が浸透し、各地に寺院が建てられた。全盛期には700を超え、草原・山岳・砂漠と場所を問わず伽藍が建てられた。ゲル生活のモンゴルにおいて寺院は唯一の建造物であり、学問や教育を行う機関でもあった。一時、社会主義時代の人民革命による宗教弾圧があったものの、民主化後は各地で仏教行事が復活している。モンゴルのチベット仏教には17世紀から20世紀初頭にいたるまで、8代のジェプツンダンバ・ホトクトと呼ばれる活仏が存在した。最後のジェプツンダンバ・ホトクト8世であるボグド・ハーンが1924年に死去すると、当時の共産党政権は「第八代をもってこのホトクトは転生を終わる」とし､政府として後継者を捜索・認定しないのみならず、信者や教団による捜索・認定も禁止しようとした。以来途絶えていたモンゴルの活仏であったが、民主化後の1990年、ダライ・ラマ14世によりジャンペルナムドゥル・チューキゲンツェンが9代目のジェプツンダンバに認定された。今やモンゴルは多くの若い僧が行学不二に励む土壌ができ、現代のチベット仏教圏においてもっとも政治的・宗教的に自由ある国となった。

## 歴史的モンゴル部族・氏族
チンギス・カンがモンゴル帝国を建設した後、モンゴル族起源の人民に区別が設けられた。チンギス・カンと同じ起源に出る諸部族は、アラン・ゴアが光線の作用によってはらんだ諸子の子孫であったために、その純潔を示すため「ニルン」という姓で呼ばれた。その他の諸部族は「ドルルギン（平民）」と呼ばれた。ドルルギンはエルゲネ・クン山中にこもっていたヌグズとキヤンの子孫であった。

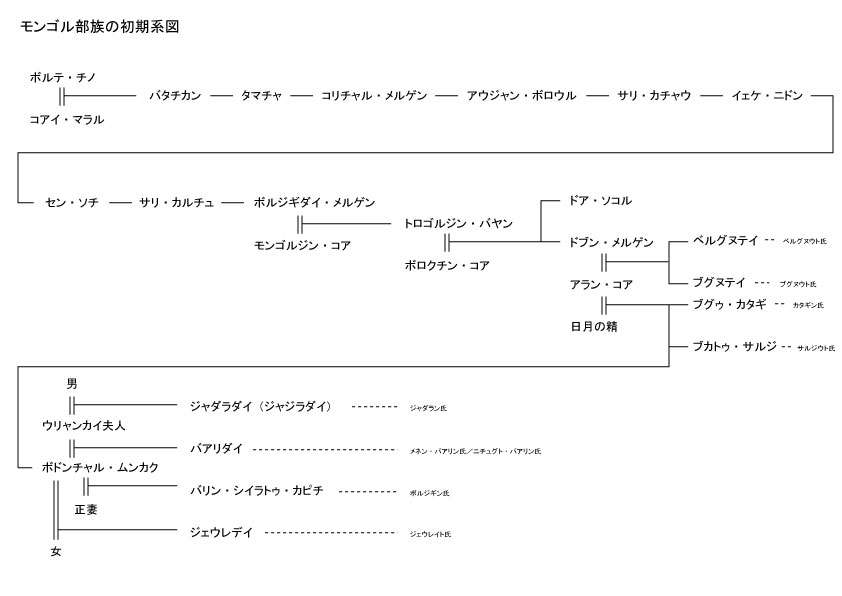
ボルテ・チノからボドンチャルまでの初期モンゴル部族の系図。

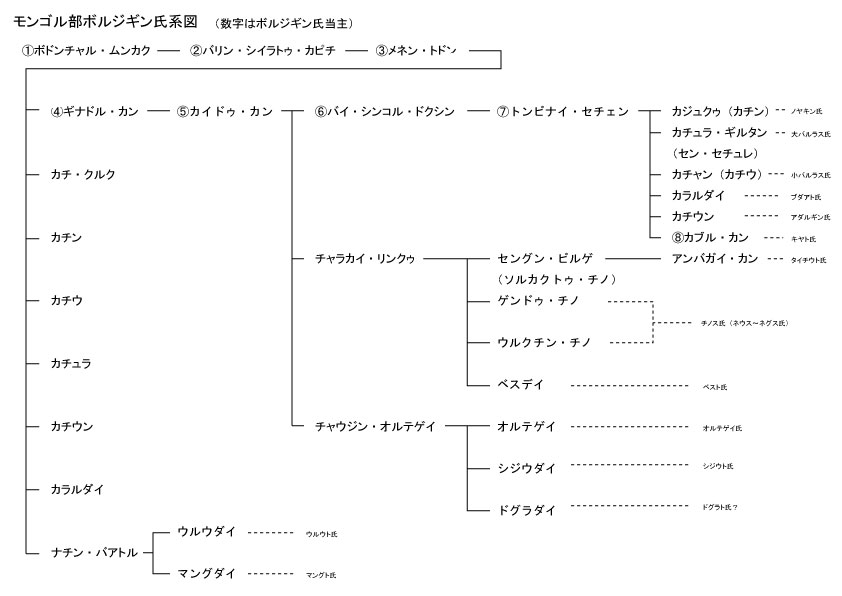
ボドンチャルからカブル・カンまでのボルジギン氏の系図

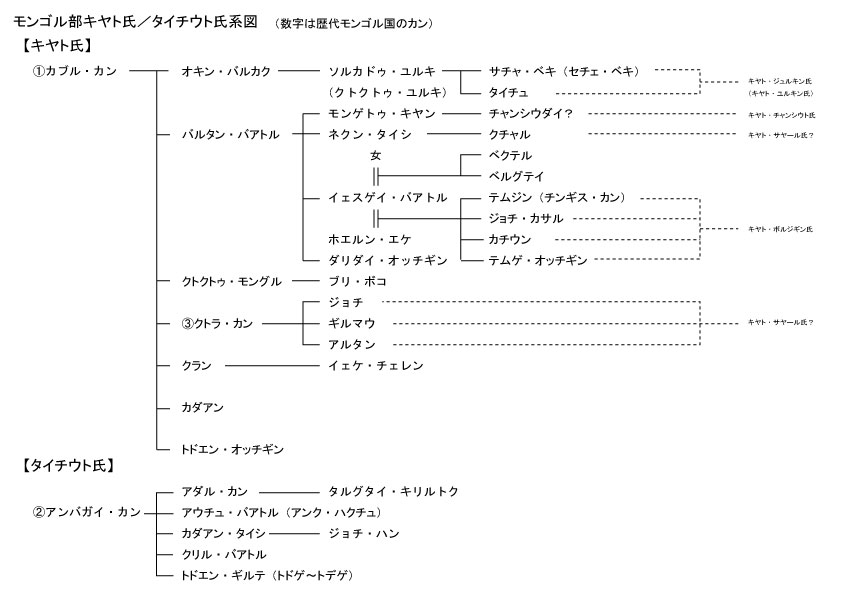
カブル・カンから始まるキヤト氏の系図と、アンバガイ・カンから始まるタイチウト氏の系図

### ニルン諸氏族
- カタギン氏（哈荅斤）
- サルジウト氏（散只兀、珊竹）
- タイチウト氏（泰赤烏）
- エリカン氏（カルタカト）
- シジウト氏
- チノス氏
- ノヤギン氏（那也勤）
- ウルウト氏（兀魯吾）
- マングト氏（忙兀）
- バアリン氏（八鄰）
- ドルベン氏（朶魯班）
- カヌト氏（スカヌトか？）
- スクトゥト氏（スカヌトか？）
- バルラス氏
- ヒデルキン氏（カダルキン）
- ジャダラン氏
- ブダアト氏
- ドゥグラト氏
- ベスト氏
- スカン氏
- クンカマル氏（コンゴタン）

### ドルルギン諸氏族
- ウリヤンギト氏
- コンギラト氏（弘吉剌）
  - イキレス氏（亦乞列思）…クバイ・シラの後裔
  - オルクヌウト氏…クバイ・シラの後裔
  - カラヌウト氏…トスブダイ（トスブ・ダウド）の後裔
  - クンクリウト氏…トスブダイ（トスブ・ダウド）の後裔
- コルラス氏…トスブダイ（トスブ・ダウド）の後裔
- イルジギン氏…トスブダイ（トスブ・ダウド）の後裔
- オズバウト氏（ウリヤウト）
  - コンゴタン氏
  - アルラト氏
  - ゲニゲス氏
- フーシン氏（許兀慎）
- スルドス氏（遜都、速勒都思）
  - イルドルギン氏
- バヤウト氏（伯牙吾）
  - ジェディ・イン・バヤウト
  - キハルン（ケヘリン）・バヤウト

### モンゴル化したテュルク諸部族
ラシード・ウッディーンは『集史』において「現在はモンゴルと呼ばれているが、以前はそれぞれの別名を持ち、独立した首長を持っていたテュルク部族」をいくつか挙げている。
- ジャライル（札剌亦児）
  - ジャアト
  - タクラウン（トクラウト）
  - クンカサウン（クンカサウト）
  - クムサウト
  - ウヤト
  - ビルカサン（ニルカン）
  - クゲル（クルキン）
  - トランキト
  - ブリ（トリ）
  - シンクウト（シヤンクウト）
- スニト
  - カイルン（カプタルン）
- タタル（塔塔児）
  - トトカリウト（トドクリウト）
  - イルチ（アルチ、アンチ）
  - チャガン
  - クイン
  - テラト（テレイト？）
  - ベルクイ（テルクイ、バルクイ）
- メルキト（滅里乞、ウドユト、ウドイト、兀都亦惕）
  - オホズ（ウワズ、兀洼思）
  - ムダン
  - トダクリン
  - ジウン
- ケルルウト（クルラウト）
- バルグト（タルグト？）
- オイラト（斡亦剌）
- コリ
- コアラシュ（トゥラス）
- ブリヤト
- トゥマト
- クルガチン（フラガチン）
- ケレムチン
- ウラスト
- テレングト
- ケスティミ
- 森のウリヤンギト
- クルカン
- サカイト
- ケレイト（克烈）
  - トンカイト（コンカイト）
  - チルキル（ジュルキン）
  - サキアト（サカイト）
  - トゥマイト（トゥマウト、トベエン？）
  - エリアト（アルバト）
- ナイマン（乃蛮）
- オングト（汪古）
- タングート（唐兀）※チベット系
- メクリン（ベクリン）

### ダヤン・ハーン後のモンゴル
モンゴルを再統一したダヤン・ハーンの子孫によってトゥメン（万人隊）と呼ばれる6つの大部族が形成された。トゥメンはゴビ砂漠東北の「左翼」と、砂漠西南の「右翼」に分かれていた。

#### 左翼
- チャハル・トゥメン
- ハルハ・トゥメン
- ウリヤンハン・トゥメン

#### 右翼
- オルドス部・トゥメン
- トゥメト（モンゴルジン）・トゥメン
- ヨンシエブ・トゥメン

#### その他
- オンリュート
  - ホルチン部
  - オンリュート部
  - アバガ部
  - アバガナル部
- ウリヤンハイ三衛
- アスト部…アラン人の後裔
- ハラチン部…キプチャクの後裔

### 外蒙古・内蒙古の諸部
張穆が著した『蒙古游牧記』には、内蒙古六盟四十九旗、外蒙古ハルハ八十六旗が記されている。

#### 内蒙古六盟
- ジェリム盟
  - ホルチン部
  - ゴルロス部
  - ドルベト部
  - ジャライト部
- ジョソト盟
  - ハラチン部
  - トゥメト部
- ジョーオダ盟
  - アオハン部
  - ナイマン部
  - バアリン部
  - ジャルート部
  - アルホルチン部
  - オンリュート部
  - ケシクテン部
  - ハルハ左翼部
- シリンゴル盟
  - ウジュムチン部
  - ホーチト部
  - スニト部
  - アバガ部
  - アバガナル部
- ウランチャブ盟
  - ドルベン・フーヘト部
  - モーミンガン部
  - ウラト部
  - ハルハ右翼部
- イフ・ジョー盟
  - オルドス部部

#### 外蒙古四部八十六旗
- チェチェン・ハーン部以下二十三旗
- トシェート・ハーン部以下二十旗
- サイン・ノヤン部以下二十四旗
- ジャサクト・ハーン部以下十九旗

#### その他
- アラシャン・オーロト部
- エジネ・トルグート部
- 青海地区
  - ホシュート二十一旗
  - チョロース二旗
  - ホイト一旗
  - トルグート四旗
  - ハルハ一旗
- ホブド地区
  - ドルベト十四旗
  - ホイト二旗
  - 新トルグート二旗
  - 新ホシュート一旗
- 新疆地区
  - 旧トルグート十旗
  - ホシュート三旗
- タンヌ・ウリャンカイ
- アルタイ・ウリャンカイ（英語版）とアルタイノール・ウリャンカイ

## 参考資料
- 訳注：村上正二『モンゴル秘史1 チンギス・カン物語』（平凡社、1970年、ISBN 4582801633）
- ドーソン（訳注：佐口透）『モンゴル帝国史1』（1989年、平凡社、ISBN 4582801102）
- 宮脇淳子『モンゴルの歴史 遊牧民の誕生からモンゴル国まで』（刀水書房、2002年、ISBN 4887082444）
- 白石典之『チンギス・カン “蒼き狼”の実像』（中央公論新社、2006年、ISBN 4121018281）
- 金岡秀郎『モンゴルを知るための60章』（明石書店、2000年、ISBN 9784750312743）
- 小松久男他編『中央ユーラシアを知る事典』（平凡社、2005年、ISBN 9784582126365）